# 光回線終端装置

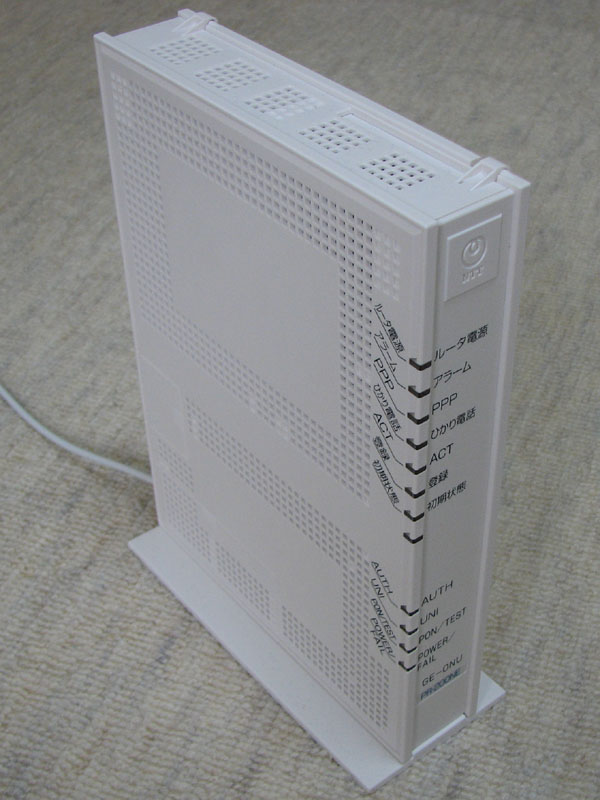
FTTH用ONUの一例。Bフレッツ・ハイパーファミリータイプ ひかり電話対応型ONU（NTT東日本）。

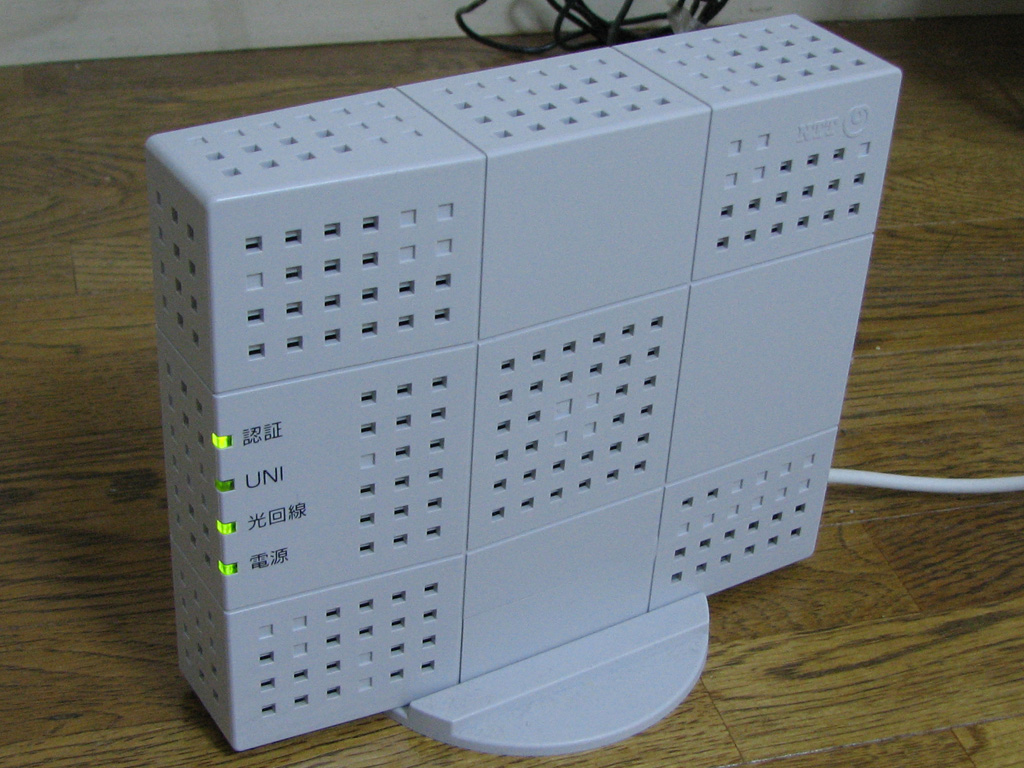
Bフレッツ・ハイパーファミリータイプ用ONU（NTT東日本）

光回線終端装置（ひかりかいせんしゅうたんそうち, Optical Network Unit, ONU）は、光通信ネットワークの終端に設置され、光信号・電気信号間の変換と光信号の多重・分離をするデータ回線終端装置である。

## 概要
光通信を行うには事業者側と加入者側の双方に対になった終端装置が必要である。加入者側では光ネットワークユニット (Optical Network Unit : ONU) を使う。加入者側について話していることが明らかな場合には、光回線終端装置とONUを同義語のように使うことが多い。事業者側では加入線ターミナル (SLT、Subscriber Line Terminal) または光ラインターミナル (OLT、Optical Line Terminal) を使う。
ただし日本では、NTTグループや電力系通信事業者など多くの事業者において、「ONU」と呼んだ場合は1芯式（光ファイバー1本で信号の送受信をWDM方式で行う）の装置を指す。2芯式（信号の送受信にそれぞれ別々の光ファイバーを1本ずつ使用するもの）の装置については加入者回線終端装置 (Digital Service Unit : DSU) と呼び、ONUと区別している。
日本におけるFTTHサービスでは、一般に、光回線終端装置のLAN側端子が通信事業者と利用者の責任分界点とされている。したがって、光回線終端装置は通信事業者の設備であり、利用者は光回線終端装置を通信事業者から借りて使用するという扱いになる。

## ONU
加入者側の光回線終端装置。

### かつてのONU
基本的にSLTとONUが対となって独占的な通信路を形成する。機能は前述の通り、光 - 電気信号との変換であり、文字通り終端装置である。

### FTTH用ONU
現在利用されているONUの大多数は、PON (Passive Optical Network、受動光ネットワーク）用の装置である。以下はIEEE 802.3ahで規定されているものについて記す。
基本的機能においてはIEEEの定めに従いONUは互換性を有する。実際には、OAM (Operating, Administration, Maintenance) メッセージによるファームウェアアップデートやSLA (Service Level Agreement、サービス水準合意) 設定情報等の交換が必要になるため、OLTとONUは1つのメーカーによる対になったセットが用いられる。
OLTから来る信号は時分割多重で複数のONUに送られる。個別のONUごとに暗号化キーを変えることにより、他のONU宛てのパケットを盗み取ることができないようになっていることが一般的である。そしてONUはルータ等からパケットを受信した場合、OLTに要求を出し、パケット送出のための時間をスケジュールしてもらう。そして他のONUのパケットと衝突することなくOLTへパケットを送ることができる (Point to Point Emulation)。
さらにONUは認証機能を有しており、勝手にONUを光ネットワークにつなげても通信ができないように配慮されている。その認証はMACアドレス認証、もしくはRADIUSによる認証が行われる。さらに外部に接続されるルータに対しても認証をOLTに行わせるための機構を備えるものもある。

### 日本で使われているONU（製品名）
EX-ONU、FX-ONU
NTTのビジネスタイプ、ベーシックタイプ用のONU。
B-PON<>A B-ONU-E<1>
NTT東日本のニューファミリータイプ、NTT西日本のファミリー100用のONU。
GE-PON<>A GE-PON-ONU<1>2、GE-PON-ONUタイプD<1>2
NTT東日本のハイパーファミリータイプ、NTT西日本の光・プレミアム用のONU、NTTのネクスト用のONU。この時期のONUは初期には100Mbps回線加入用として提供されたが、実際にはギガビットネットワークに対する通信能力を備えている。このため、ONUや光ファイバーの入れ替え工事をしなくても、100Mbps IPv4ネットワークから、1Gbps IPv4,v6ネットワークにアップグレードできる。
GE-PON-ONUタイプE<1>2、GE-PON-ONUタイプG<1>2
GE-PON-ONUタイプD<1>2とホームゲートウエイが一体化したもの。
Yahoo！BB光ONU
Yahoo！BB光用のONU。
ひかりoneホーム用ONU
auひかり用のONU。
V-ONU
ケーブルテレビ用のONU。

## OLT
電気通信事業者（要は電話局）側の光回線終端装置である。ONUと対となる。

## 光対応DSU
ISDNの一次群速度インターフェースなどで使われる光回線終端装置のうち、2芯のものをいう。

## SLT
電気通信事業者側の加入者線終端装置である。DSUと対となる。